# Reinhard Hauke
Reinhard Hauke, né le 6 novembre 1953 à Weimar (Thuringe, Allemagne), est un prélat catholique allemand, évêque auxiliaire d'Erfurt depuis 2005.

## Biographie

### Formation et prêtrise
Reinhard Hauke, fils des expulsés de la Silésie, grandit et étudie à Weimar. Il étudie le latin et le grec, ainsi que la théologie catholique et la philosophie à Erfurt. Le 30 juin 1979, il est ordonné prêtre par Mgr Hugo Aufderbeck (de).
Il travaille ensuite comme aumônier à Iéna et Heiligenstadt. En 1987, il est nommé préfet du séminaire d'Erfurt et vicaire de cette même ville. Dans le même temps, il reprend les études pour obtenir un doctorat en études liturgiques. Il est diplômé en 1992 à Passau. En 1992, Reinhard Hauke est nommé curé de la cathédrale Sainte-Marie ainsi qu'enseignant à l'école Edith Stein. En 1994, il est nommé chanoine du chapitre de la cathédrale Sainte-Marie d'Erfurt. En septembre 2005, il devient ministre de la cathédrale.

### Épiscopat
Le 11 octobre 2005, le pape Benoît XVI le nomme évêque titulaire de Flumenepiscense (de) et évêque auxiliaire d'Erfurt. Il est consacré évêque le 26 novembre 2006 par Mgr Joachim Wanke en la cathédrale Sainte-Marie d'Erfurt. Ses co-consécrateurs sont alors le cardinal Joachim Meisner et Mgr Hans-Reinhard Koch. 
Au sein de la Conférence épiscopale allemande, Mgr Hauke est membre de la Commission pour la jeunesse et de la Commission pour la société et les affaires sociales.
Le chapitre de la cathédrale d'Erfurt l'élit le 2 octobre 2012 administrateur diocésain du diocèse d'Erfurt, après que le Pape Benoît XVI a accepté la démission de Mgr Joachim Wanke la veille.